# Grand Prix Formule 1 van Canada 1969
De Grand Prix Formule 1 van Canada 1969 werd gehouden op 20 september op het Mosport Park Circuit in Bowmanville (Ontario). Het was de negende race van het seizoen.

## Uitslag
| Pos. | Nr. | Coureur              | Constructeur            | Rondes | Tijd / Oorzaak uitval | Grid | Punten |
| ---- | --- | -------------------- | ----------------------- | ------ | --------------------- | ---- | ------ |
| 1    | 11  | Jacky Ickx           | Brabham-Ford            | 90     | 1:59:25.7             | 1    | 9      |
| 2    | 12  | Jack Brabham         | Brabham-Ford            | 90     | + 46.2                | 6    | 6      |
| 3    | 2   | Jochen Rindt         | Lotus-Ford              | 90     | + 52.0                | 3    | 4      |
| 4    | 18  | Jean-Pierre Beltoise | Matra-Ford              | 89     | + 1 Ronde             | 2    | 3      |
| 5    | 4   | Bruce McLaren        | McLaren-Ford            | 87     | + 3 Rondes            | 9    | 2      |
| 6    | 19  | Johnny Servoz-Gavin  | Matra-Ford              | 84     | + 6 Rondes            | 15   | 1      |
| 7    | 25  | Pete Lovely          | Lotus-Ford              | 81     | + 9 Rondes            | 16   |        |
| NC   | 16  | Bill Brack           | BRM                     | 80     | Niet geklasseerd      | 18   |        |
| NF   | 2   | Graham Hill          | Lotus-Ford              | 42     | Motor                 | 7    |        |
| NF   | 9   | Jo Siffert           | Lotus-Ford              | 40     | Aandrijving           | 8    |        |
| NF   | 3   | John Miles           | Lotus-Ford              | 40     | Versnellingsbak       | 11   |        |
| NF   | 6   | Pedro Rodriguez      | Ferrari                 | 37     | Oliedruk              | 13   |        |
| NF   | 17  | Jackie Stewart       | Matra-Ford              | 32     | Botsing               | 4    |        |
| DQ   | 69  | Al Pease             | Eagle-Coventry Climax   | 22     | Gediskwalificeerd     | 17   |        |
| NF   | 14  | John Surtees         | BRM                     | 15     | Motor                 | 14   |        |
| NF   | 21  | Piers Courage        | Brabham-Ford            | 13     | Benzinelek            | 10   |        |
| NF   | 26  | John Cordts          | Brabham-Coventry Climax | 10     | Olielek               | 19   |        |
| NF   | 5   | Denny Hulme          | McLaren-Ford            | 9      | Distributie           | 5    |        |
| NF   | 15  | Jackie Oliver        | BRM                     | 2      | Motor                 | 12   |        |
| NF   | 20  | Silvio Moser         | Brabham-Ford            | 0      | Ongeluk               | 20   |        |

## Noot
- Dit was het debuut van de Canadese coureur John Cordts.
- Vijfde Grand Prix-start voor een Canadese coureur.

1967 · 1968 · 1969 · 1970 · 1971 · 1972 · 1973 · 1974 · 1976 · 1977 · 1978 · 1979 · 1980 · 1981 · 1982 · 1983 · 1984 · 1985 · 1986 · 1988 · 1989 · 1990 · 1991 · 1992 · 1993 · 1994 · 1995 · 1996 · 1997 · 1998 · 1999 · 2000 · 2001 · 2002 · 2003 · 2004 · 2005 · 2006 · 2007 · 2008 · 2010 · 2011 · 2012 · 2013 · 2014 · 2015 · 2016 · 2017 · 2018 · 2019 · 2022 · 2023 · 2024 · 2025 · 2026 · 2027 · 2028 · 2029